# كارولين سبنسر
كانت كارولين سبنسر (بالإنجليزية: Caroline Spencer)‏ (1861–1928)، طبيبة ومدافعة عن حق النساء في التصويت. قامت بحملات شرسة كثيرة من أجل الدفاع عن حقوق المرأة، سواء في ولايتها كولورادو أم على المستوى الوطني. كانت واحدة من العديد التابعين لمجموعة «الحراس الصامتين» الذين تظاهروا أمام البيت الأبيض، وشاركوا أيضًا في واتش فايرز خلال الأشهر الأخيرة قبل تمرير التعديل التاسع عشر لدستور الولايات المتحدة. سُجلت في قاعة مشاهير كولورادو للنساء في عام 2006.

## حياتها المبكرة وتعليمها
وُلدت كارولين إي سبنسر، ابنة المحامي ج. أوستن سبنسر وآنا بروك سبنسر في عام 1861 في فيلادلفيا. توفيت والدتها عندما كانت كارولين تبلغ من العمر 9 سنوات. التحقت سبنسر بمدرسة فيلادلفيا نورمال للبنات، حيث حصلت على وسام الاستحقاق المسمى بهانا م. دود لإنجازها الدراسي المتميز. عملت في مدرسة فيلادلفيا الثانوية بعد تخرجها في عام 1880، لتدريس التاريخ لفترة من الوقت، قبل تسجيلها في كلية الطب النسائية بفيلادلفيا، حيث حصلت على شهادتها الطبية في عام 1892. مارست مهنة الطب طوال الفترة المتبقية من حياتها.
عانت سبنسر من التهاب الشعب الهوائية المزمن والربو، وزارت ولاية كولورادو في عام 1889 على أمل أن يكون المناخ مفيدًا لحالتها الصحية. بعد أربع سنوات وتحديدًا بعد حصولها على شهادة الطب، انتقلت إلى الولاية واستقرت في كولورادو سبرينغز.

## سنوات نشاطها
أصبحت سبنسر نشطة في حركة حق المرأة في التصويت في ولاية كولورادو. كانت مؤسِّسة لنادي كولورادو سبرينغز النسائي (1902) بالإضافة إلى الرابطة المدنية (1909). تجاوزت الرابطة المدنية التي دافعت عن حقوق المرأة وحقوق العمل، المصالح التجارية في الدولة وأُجبرت في النهاية على الإغلاق في عام 1914. منذ أن حصلت نساء كولورادو على حق التصويت على مستوى الولاية في استفتاء عام 1893، ركزت سبنسر جهودها برفقة حلفائها المحليين على تشريع هذا القانون على المستوى الوطني، إذ كان هدفهم في المقام الأول تمرير التعديل التاسع عشر للدستور الأمريكي. انضمت سبنسر في عام 1913 إلى اتحاد الدفاع عن حق المرأة في التصويت الذي كانت تديره أليس بول، والذي أصبح فيما بعد الحزب الوطني للمرأة. أصبحت كولورادو سبرينغز مقر اتحاد الدفاع عن حق المرأة في التصويت والحزب الوطني للمرأة في الولاية، واعتُرف بسبنسر نفسها كزعيمة مؤهلة للجناح النسوي المتطرف لولايتها. ساعدت في تنظيم العديد من الأحداث والنشاطات الدعائية المحلية للدفاع عن حق المرأة في التصويت، وأصبحت كولورادو سبرينغز نقطة توقف لرحلات السيارات والقطارات المارة عبر البلاد أيضًا، وعُرفت باسم «عروض سوفراج الخاصة».
شاركت سبنسر أيضًا في عدد من المظاهرات العامة من أجل المناداة بحقوق المرأة، في كل من كولورادو وواشنطن العاصمة. احتجت في عام 1916، على خطب وليام جينينغز برايان في كولورادو والرئيس وودرو ويلسون في واشنطن العاصمة. جلست في الخامس من ديسمبر 1916، في الصف الأمامي في شرفة البيت الأبيض، مع أربعة آخرين من المنادين بحقوق المرأة في الاقتراع، متفرجين على الخطاب السنوي للرئيس أمام مجلس الكونغرس. عندما بدأ الرئيس وودرو ويلسون في التحدث، رفعوا لافتة على جانب الشرفة كُتب عليها «سيدي الرئيس، ماذا ستفعل بحق المرأة في التصويت؟» لم يعِر ويلسون أي اهتمام للافتة، ومزقها أحد أعضاء مجلس الشيوخ وتخلص منها. ومع ذلك، حصلت النساء على اعتراف وطني بعد هذا الحدث، وهذا ما أفاده الصحفيون الحاضرون.